# Dolichomiris
Dolichomiris is een geslacht van wantsen uit de familie van de Miridae (Blindwantsen). Het geslacht werd voor het eerst wetenschappelijk beschreven door Odo Reuter in 1882.

## Soorten
Het genus bevat de volgende soorten:

- Dolichomiris antennatus (Distant, 1904)
- Dolichomiris brevifrons (Odhiambo, 1959)
- Dolichomiris hirticornis Zheng, 1986
- Dolichomiris kuwayamai Miyamoto, 1967
- Dolichomiris linearis Reuter, 1882
- Dolichomiris menghaiensis Tang & Liu, 1992
- Dolichomiris planiceps Zheng, 1986
- Dolichomiris planifrons Eyles & Carvalho, 1975
- Dolichomiris puncticerus Carvalho, 1975
- Dolichomiris punctipes Poppius, 1912
- Dolichomiris sjostedti (Poppius, 1910)
- Dolichomiris uniformis Eyles & Carvalho, 1975